# Söhne des Windes
Söhne des Windes ist ein spanisch-italienischer Abenteuerfilm aus dem Jahr 2000.

## Handlung
Cortes und Quintero fliehen gemeinsam vor der spanischen Inquisition. Sie kommen in Mexiko an und wollen das Land erobern und treffen dabei auf die Azteken. Diese halten sie für Söhne des Windes, was die Anhänger des Gottes Quetzacoati bezeichnet. Cortes verliebt sich in die Aztekenprinzessin Tizcuitl.

## Produktion
Die Dreharbeiten fanden in Mexiko statt.

## Veröffentlichung
Der Film wurde am 16. Juni 2000 in Spanien veröffentlicht. In Deutschland fand die Veröffentlichung auf DVD am 22. April 2004 statt. Die Free-TV-Premiere in Deutschland fand am 24. April 2019 beim Sender Kabel 1 statt.

## Synchronisation
Die Synchronisation führte TV-Synchron aus Berlin durch.
| Darsteller        | Sprecher                 | Rolle                |
| ----------------- | ------------------------ | -------------------- |
| Bud Spencer       | Engelbert von Nordhausen | Quintero             |
| Carlos Reig-Plaza | Michael Christian        | Alvarado             |
| José Sancho       | Joachim Siebenschuh      | Cortés               |
| Anilú Pardo       | Cathlen Gawlich          | Malinalli            |
| Milton Cortés     | Gerrit Schmidt-Foß       | Mixcoac              |
| Manuel Ojeda      | Reiner Schöne            | Moctezuma            |
| Rafael Velasco    | Frank Ciazynski          | Mujer-Serpiente      |
| Jorge Galván      | Horst Lampe              | Nezahual             |
| Carlos Fuentes    | Alexander Doering        | Rodrigo              |
| Úrsula Murayama   | Schaukje Könning         | Tizcuitl             |
| Ana Elsa Grave    | Ilona Brokowski          | Yeteve               |
| N. N.             | Gerald Paradies          | Häuptling            |
| N. N.             | Rainer Fritzsche         | Moctezumas Diener #1 |
| N. N.             | Joachim Kaps             | Moctezumas Diener #2 |
| N. N.             | Bernd Vollbrecht         | Moctezumas Diener #3 |
| N. N.             | Gerald Paradies          | Moctezumas Diener #4 |
| N. N.             | Joachim Kaps             | Priester Moctezumas  |

## Kritik
„Schlecht ausgeleuchteter Low-Budget-Film in vergleichsweise pompösen Kulissen mit einfältigen, wenn auch unblutig inszenierten Schlachten und unfreiwillig komischen Dialogen.“